# روي إيفورا ألفيس
روي إيفورا ألفيس (بالبرتغالية: Rui Évora‏) هو لاعب كرة قدم موزمبيقي في مركز حراسة المرمى، ولد في 11 أغسطس 1970 في موزمبيق. شارك مع منتخب موزمبيق لكرة القدم. أما مع النوادي، فقد لعب مع دي سي كوستا دو سول.

## وصلات خارجية
- روي إيفورا ألفيس على موقع قاعدة بيانات كرة القدم.إي يو (الإنجليزية)
- روي إيفورا ألفيس على موقع ناشيونال فوتبول تيمز (الإنجليزية)
- روي إيفورا ألفيس على موقع ناشيونال فوتبول تيمز (الإنجليزية)
- روي إيفورا ألفيس على موقع عالم كرة القدم.نت (الإنجليزية)